# قلعه لینکلن
قلعه لینکلن (انگلیسی: Lincoln Castle) یک قلعهٔ بزرگ است که در اواخر قرن یازدهم میلادی در لینکلن در ناحیهٔ میدلند شرقی توسط «ویلیام یکم» در محلِ یک دژ و قلعهٔ نظامی رومی ساخته شد.
ساختار این قلعه از آن جهت نامعمول است که دارای ۲ پشتهٔ دفاعی (motte) است و تنها یک قلعهٔ دیگر در انگلستان وجود دارد که چنین مشخصه‌ای دارد. (قلعه لوئیس در ساسکس شرقی).
این قلعه از قدیم تا به امروز، به عنوان زندان و دادگاه مورد استفاده بوده‌است و یکی از اماکن تاریخی پُراهمیتی است که بخوبی نگهداری و حفظ شده‌است و یکی از نمونه‌های عالی و باشکوه سبک معماری نرماندی محسوب می‌شود.

## نگارخانه

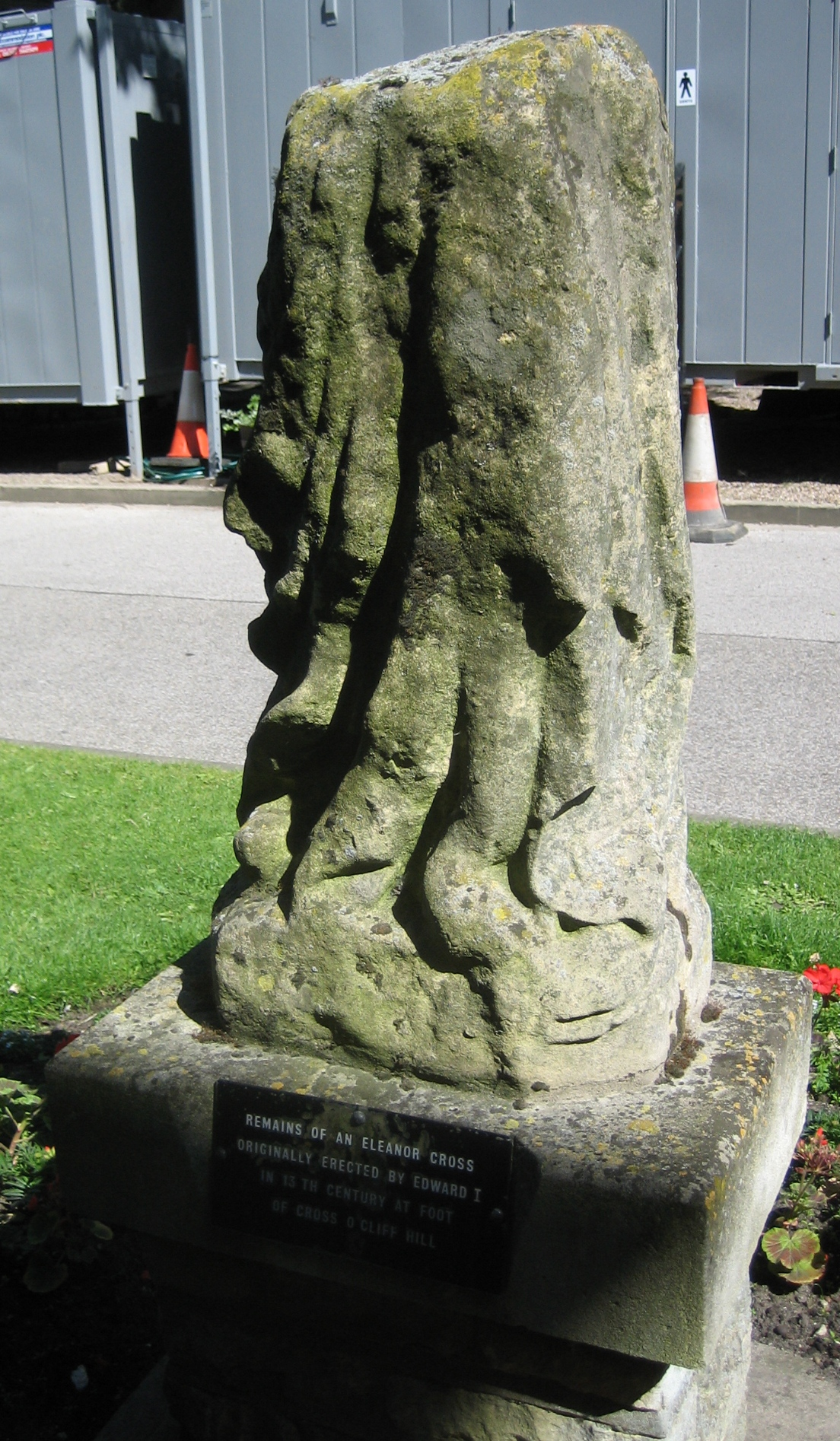
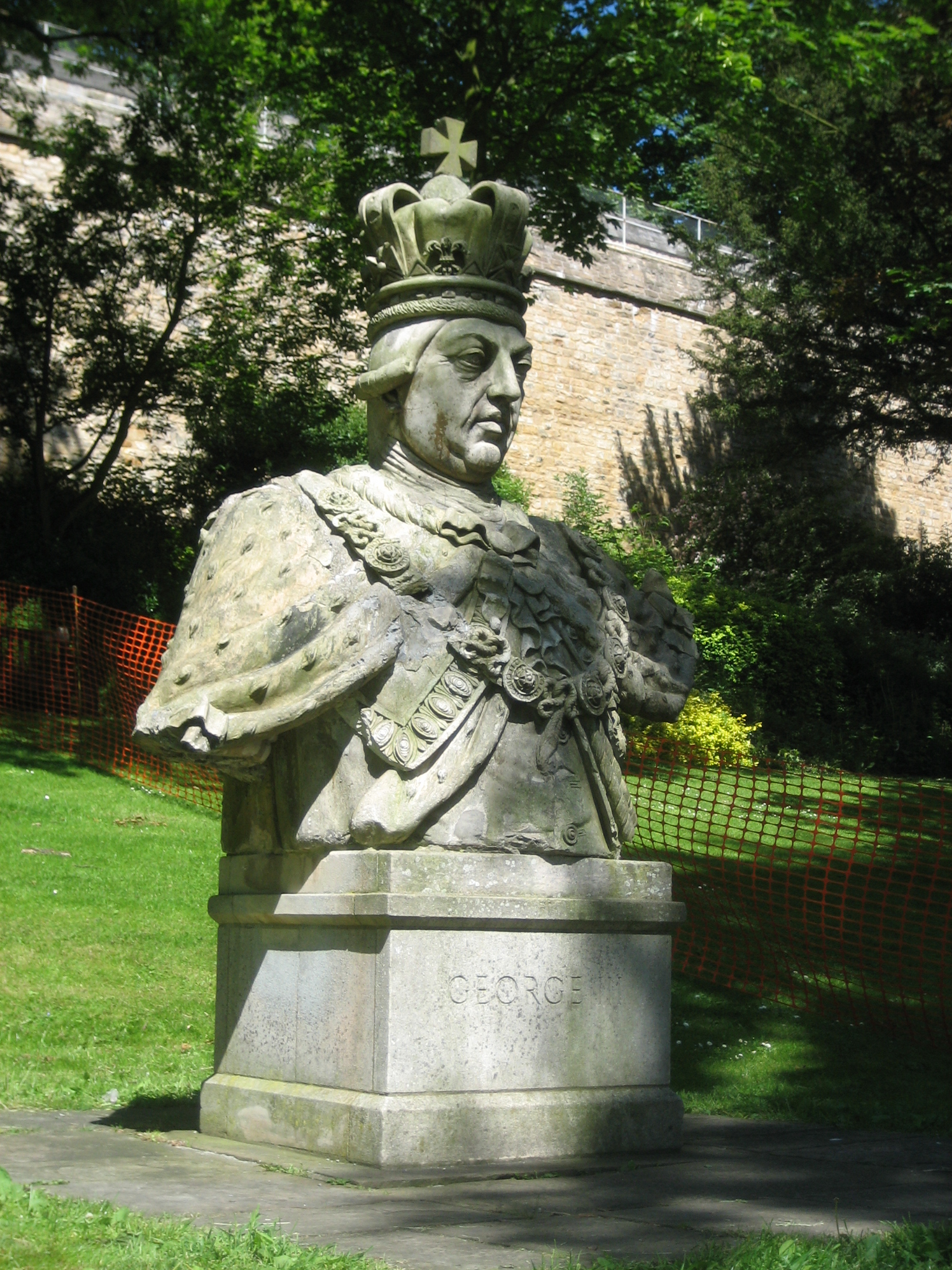